# فیتوپلانکتون
فیتوپلانکتون‌ها  اغلب این موجودات بسیار ریز هستند و با چشم غیر مسلح دیده نمی‌شوند اما اگر شمار بسیار زیادی از آن‌ها در آب تجمع داشته باشند ممکن است رنگ آب را سبز (به علت داشتن سبزینه) یا به رنگ‌های دیگر کنند و گاه منجر به بروز پدیده شکوفایی جلبکی یا کشند سرخ شوند.
نام فیتوپلانکتون‌ها از واژه ی یونانی «φυτόν» (به انگلیسی: phyton) به معنای گیاه و «πλαγκτός» (به انگلیسی: planktos) به معنای سرگردان یا سیار گرفته شده‌است. آغازیان به دو دسته ی تولیدکننده‌ها و مصرف‌کننده‌ها تقسیم می‌شوند. تولیدکننده‌ها به خاطر وجود کلروفیل در بدنشان به آغازیان گیاه مانند نیز معروف هستند و اسم آن‌ها نیز به همین دلیل انتخاب شده‌است.
پلانکتون‌ها و فیتوپلانکتون‌ها بر اساس ویژگی زیست‌بوم آن‌ها و نه ویژگی ژنتیکی یا تاکسونومی‌شان طبقه‌بندی شده‌اند، بنابراین به هر گونه تودهٔ جاندار ساکن لجه (لایه‌های آب اقیانوس) یا آب شیرین پلانکتون گفته می‌شود.
فیتوپلانکتون‌ها مانند درختان و سایر گیاهان روی زمین، انرژی مورد نیاز خود را از طریق فتوسنتز به‌دست می‌آورند. این بدان معناست که فیتوپلانکتون‌ها باید از نور خورشید برخوردار باشند، بنابراین در ناحیه فوتیک (لایه‌های سطحی به خوبی روشن) اقیانوس‌ها و دریاچه‌ها زندگی می‌کنند. در مقایسه با گیاهان خشکی‌زی، فیتوپلانکتون‌ها در سطح وسیع‌تری توزیع شده‌اند و در معرض تغییرات فصلی کمتری قرار دارند.

## انواع

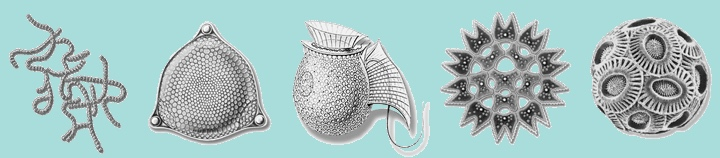
برخی از انواع فیتوپلانکتون (مقیاس واقعی نیست) از چپ به راست: سیانوباکتری‌ها، دیاتومه‌ها، چرخان‌تاژک‌داران، جلبک‌های سبز و کوکولیتوفور

فیتوپلانکتون‌ها آغازیان میکروسکوپی و باکتری‌های فتوسنتزکننده‌‌‌‌‌‌‌‌‌‌‌‌‌ای هستند که در لایه بالایی آب‌های دریایی و آب‌های شیرین زمین زندگی می‌کنند. مانند گیاهان در خشکی، فیتوپلانکتون‌ها تولید را در آب انجام می‌دهند و ترکیبات آلی را از کربن دی‌اکسید محلول در آب ایجاد می‌کنند. فیتوپلانکتون‌ها پایهٔ شبکه غذایی آبزیان را تشکیل می‌دهند و نقش قابل توجهی در چرخه کربن زمین هستند.